# ATP Challenger Brasília
Das ATP Challenger Brasília (offiziell: Aberto da República) ist ein Tennisturnier, das 2009 und 2010 zunächst jeweils unter anderer Turnierlizenz in Brasília, Brasilien stattfand und seit 2021 erneut ausgetragen wurde. Es gehörte zur ATP Challenger Tour und wurde in 2009 und 2010 im Freien auf Hartplatz gespielt. 2021 und 2023 fand es auf Sand statt. Bereits zwischen 1981 und 2001 fanden Turniere an selber Stelle statt.

## Liste der Sieger

### Einzel
| Jahr                         | Sieger            | Finalgegner             | Ergebnis          |
| ---------------------------- | ----------------- | ----------------------- | ----------------- |
| 2023                         | Alejandro Tabilo  | Román Andrés Burruchaga | 6:3, 7:66         |
| 2022: nicht ausgetragen      |                   |                         |                   |
| 2021                         | Federico Coria    | Jaume Munar             | 7:5, 6:3          |
| 2011–2020: nicht ausgetragen |                   |                         |                   |
| 2010                         | Tatsuma Itō       | Izak van der Merwe      | 6:4, 6:4          |
| 2009                         | Ricardo Mello     | Juan Ignacio Chela      | 7:62, 6:4         |
| 2002–2008: nicht ausgetragen |                   |                         |                   |
| 2001 (2)                     | Sebastián Prieto  | Sébastien de Chaunac    | 6:4, 4:6, 7:66    |
| 2001 (1)                     | Gastón Etlis      | Sergio Roitman          | 7:5, 6:3          |
| 1996–2000: nicht ausgetragen |                   |                         |                   |
| 1995                         | Leander Paes      | Roberto Jabali          | 6:1, 5:7, 6:4     |
| 1994                         | Laurence Tieleman | Frédéric Vitoux         | 2:6, 7:6, 6:4     |
| 1991–1993: nicht ausgetragen |                   |                         |                   |
| 1990 (2)                     | Cássio Motta      | Jaime Oncins            | 7:6, 6:4          |
| 1990 (1)                     | Olivier Delaître  | Brian Garrow            | 7:6, 6:1          |
| 1989 (3)                     | Marcelo Filippini | Tim Wilkison            | 6:2, 6:4          |
| 1989 (2)                     | Mario Tabares     | Luiz Mattar             | 6:3, 6:2          |
| 1989 (1)                     | David Wheaton     | Dan Cassidy             | 6:1, 6:2          |
| 1988                         | Luiz Mattar       | Javier Sánchez          | 3:6, 6:4, 7:5     |
| 1987                         | nicht ausgetragen | nicht ausgetragen       | nicht ausgetragen |
| 1986                         | Pedro Rebolledo   | Ronnie Båthman          | 6:2, 6:2          |
| 1983–1985: nicht ausgetragen |                   |                         |                   |
| 1982                         | Mark Dickson      | Givaldo Barbosa         | 3:6, 6:3, 6:4     |
| 1981                         | Pablo Arraya      | Thomaz Koch             | 6:3, 3:6, 6:4     |

### Doppel
| Jahr                         | Sieger                                 | Finalgegner                             | Ergebnis          |
| ---------------------------- | -------------------------------------- | --------------------------------------- | ----------------- |
| 2023                         | Nicolás Barrientos André Göransson     | Marcelo Demoliner Rafael Matos          | 7:63, 4:6, [11:9] |
| 2022: nicht ausgetragen      |                                        |                                         |                   |
| 2021                         | Mateus Alves Gustavo Heide             | Luciano Darderi Genaro Alberto Olivieri | 6:3, 6:3          |
| 2011–2020: nicht ausgetragen |                                        |                                         |                   |
| 2010                         | Franco Ferreiro André Sá               | Ricardo Mello Caio Zampieri             | 7:65, 6:3         |
| 2009                         | Marcelo Demoliner Rodrigo Guidolin     | Ricardo Mello Caio Zampieri             | 6:4, 6:2          |
| 2002–2008: nicht ausgetragen |                                        |                                         |                   |
| 2001 (2)                     | Luis Lobo Daniel Orsanic               | Daniel Melo Alexandre Simoni            | kampflos          |
| 2001 (1)                     | Gastón Etlis Leonardo Olguín           | Gustavo Marcaccio Patricio Rudi         | 6:4, 6:4          |
| 1996–2000: nicht ausgetragen |                                        |                                         |                   |
| 1995                         | Jean-Philippe Fleurian Nicolás Pereira | Noam Behr Lior Mor                      | 7:6, 6:2          |
| 1994                         | Bill Barber Ivan Baron                 | Nelson Aerts Danilo Marcelino           | 6:0, 7:5          |
| 1991–1993: nicht ausgetragen |                                        |                                         |                   |
| 1990 (2)                     | Jaime Oncins Andrew Sznajder           | Luiz Mattar Fernando Roese              | 7:5, 3:6, 7:6     |
| 1990 (1)                     | Nelson Aerts Fernando Roese            | Simone Colombo César Kist               | 6:3, 7:5          |
| 1989 (3)                     | Charles Beckman Jean-Philippe Fleurian | Javier Frana Gustavo Luza               | 4:6, 6:3, 6:0     |
| 1989 (2)                     | Horacio de la Peña David Macpherson    | Luis Ruette João Soares                 | 6:3, 7:5          |
| 1989 (1)                     | Ricardo Acioly Dácio Campos            | Marcelo Hennemann Edvaldo Oliveira      | 7:6, 6:3          |
| 1988                         | Danilo Marcelino Mauro Menezes         | Ricardo Acioly Dácio Campos             | 4:6, 7:6, 7:5     |
| 1987                         | nicht ausgetragen                      | nicht ausgetragen                       | nicht ausgetragen |
| 1986                         | Ronnie Båthman Stefan Svensson         | Gustavo Luza Gustavo Tiberti            | 6:4, 6:1          |
| 1983–1985: nicht ausgetragen |                                        |                                         |                   |
| 1982                         | Givaldo Barbosa (2) João Soares (2)    | José Luis Damiani Ricardo Ycaza         | 6:4, 3:6, 7:6     |
| 1981                         | Givaldo Barbosa (1) João Soares (1)    | Carlos Gattiker Alejandro Gattiker      | kampflos          |